# Zeke Upshaw
Zena Ray "Zeke" Upshaw (Chicago, Illinois; 27 de mayo de 1991-Grand Rapids, Míchigan; 26 de marzo de 2018) fue un baloncestista estadounidense que jugó cuatro temporadas como profesional. Con 1,98 metros de estatura, lo hacía en la posición de escolta.

## Trayectoria deportiva

### Universidad
Jugó tres temporadas en los Redbirds de la Universidad Estatal de Illinois, en las que apenas contó con oportunidades. Promedió 1,6 puntos, 0,7 rebotes y 0,3 asistencias por partido, Fue entonces transferido a los Pride de la Universidad Hofstra, con los que disputó su temporada sénior, en la que promedió 19,8 puntos y 4,2 rebotes por partido, siendo incluido en el segundo mejor quinteto de la Colonial Athletic Association.

### Profesional
Tras no ser elegido en el Draft de la NBA de 2014, en septiembre fichó por el KK Helios Domžale de la liga eslovena, jugó una temporada en la que promedió 9,5 puntos y 3,1 rebotes por partido.
En agosto de 2015 fichó por el Basket Esch de la Liga de Luxemburgo, una competición semiprofesional. Jugó una temporada en la que promedió 20,9 puntos y 7,6 rebotes por partido.
El 30 de octubre de 2016 fue elegido en el Draft de la NBA D-League, en la tercera posición de la cuarta ronda por los Grand Rapids Drive.

## Fallecimiento
El 26 de marzo de 2018, falleció tras estar dos días ingresado en el hospital en estado de extrema gravedad debido al paro cardíaco que sufrió durante el transcurso de un partido ante los Long Island Nets.